# Hidemaro Watanabe
Hidemaro Watanabe (Prefettura di Hiroshima, 24 settembre 1924 – 12 ottobre 2011) è stato un calciatore giapponese, di ruolo portiere.